# Peter-Weiss-Stiftung für Kunst und Politik
Die Peter-Weiss-Stiftung für Kunst und Politik e. V. wurde im Dezember 1993 als gemeinnütziger Verein mit Sitz in Berlin gegründet. Namenspatron ist Peter Weiss. Gründungsmitglieder waren unter anderem Mircea Dinescu, Ulrich Schreiber und Alfons Söllner. Den Vertretungsberechtigten Vorstand des Vereins bilden Barbara Wahlster und Johannes Kister.
Die Peter-Weiss-Stiftung hat das Ziel, „das oftmals spannungsgeladene Verhältnis von Kunst und Politik zum Thema einer breit angelegten Auseinandersetzung zu machen“. Tätigkeitsschwerpunkte sind die Förderung von Kunst und Kultur und die politisch-ästhetische Bildung.
Seit 2001 veranstaltet die Stiftung jährlich im September das Internationale Literaturfestival Berlin. Seit 2006 finden regelmäßig Weltweite Lesungen statt. Seit 2015 findet jährlich im September und Oktober das Internationale Literaturfestival Odessa statt. 2017 fand im März erstmals das Versfest berlin statt.